# BILD-GÜZ
Pour les articles homonymes, voir Bild (homonymie) et Guz.
L'association BILD (Bureau International de Liaison et de Documentation, association déclarée Loi 1901) et la GÜZ (Gesellschaft für übernationale Zusammenarbeit e.V.), son équivalente en Allemagne, constituent la plus ancienne association consacrée au développement de la coopération franco-allemande, particulièrement chez les jeunes des deux pays. 
Fondée en 1945 par des Français et des Allemands autour d'un projet européen porté par la dynamique franco-allemande, l'association poursuit cet objectif à travers des activités à destination de la jeunesse des deux pays.

## Contexte de fondation

### 1945 – La recherche du dialogue
L'initiative revient au Père Jean du Rivau (1903-1970), l'un des principaux artisans du rapprochement franco-allemand auquel il peut œuvrer comme aumônier des Armées en zone française d’occupation (ZFO).
Soucieux, dès la fin des hostilités en mai 1945, de préparer la réconciliation entre Français et Allemands et de jeter les bases d’une étroite coopération dans le cadre d’une Europe pacifiée, il crée alors à Offenburg le Centre d’Information et de Documentation Économiques et Sociales(CIDES), qui devient, un an plus tard, le Centre d’Études Culturelles Économiques et sociales(CECES). À l’origine, ses principaux objectifs sont la traduction de livres français jugés indispensables au public allemand, l’organisation de rencontres entre les deux populations Français pour renouer le dialogue et la publication de deux cahiers distincts, avec le soutien de la Compagnie de Jésus ainsi qu’une aide des autorités françaises d’occupation. Paraissent alors, en français, Documents, pour l’information sur l’Allemagne au lendemain de la guerre et, en allemand, Dokumente, tirée à quelque 70 000 exemplaires avec des informations sur la France adressées à un public allemand. 
Grâce à des échanges de jeunes, l’association encourage l’apprentissage de la langue du partenaire et amène ainsi Français et Allemands à s’informer sur les réalités politiques, sociales, économiques et culturelles de l’ancien ennemi et confronter leurs points de vue et leurs analyses respectives pour mieux se comprendre, condition nécessaire pour œuvrer à une action commune en faveur de la construction européenne. L'une des devises prônées par les fondateurs traduit cette ambition :« La volonté d’entente et de dialogue sans réserve ni retenue sont les conditions préalables à la réconciliation » (Documents, no 1, automne 1945).
Tandis que le CECES a son siège à Offenburg, la revue Documents se trouve à Strasbourg et l'imprimerie à Fribourg-en-Brisgau, trois sites proches les uns des autres malgré la frontière entre la France et la ZFO en Allemagne.

### 1945-1949 – La naissance du BILD
Dès 1947, le CECES organise des rencontres d'étudiants à Überlingen, sur le lac de Constance et réunit des écrivains et des sociologues à Lahr, en pays de Bade, puis en France, à Royaumont dans le Val-d'Oise, un an plus tard. D'autres suivront, avec des militants politiques ou syndicalistes, des travailleurs sociaux, des militants de mouvements familiaux et de jeunes ruraux, mais aussi des critiques d’art et des architectes.
La menace de désengagement de la Compagnie de Jésus en raison de tensions entre les jésuites allemands et le Père du Rivau conduit le CECES à modifier ses statuts en 1949 pour devenir en France le Bureau International de Liaison et de Documentation (BILD) et en Allemagne la Gesellschaft für übernationale Zusammenarbeit (GÜZ), qui restent les plus vieilles références du franco-allemand. Contrairement aux noms des deux revues, Documentset Dokumente, qui – ne serait-ce que par leur titre – supposent mettre en valeur leurs ressemblances, rien n’indique dans l’intitulé des deux associations que BILD et GÜZ visaient à un rapprochement entre la France et l’Allemagne. Avant 1949, seules les instances d’occupation alliée avaient en matière de « ré-orientation » (Joseph Rovan) pouvoir de décision et les autorités françaises, soucieuses dans un premier temps de rééduquerle peuple allemand par le truchement de la culture, ne cachaient guère leur volonté d’affaiblir l’Allemagne nouvelle quand d’autres prônaient une démocratisation de la société allemande.
Jusqu’à 1949, le BILD a été subventionné par Pierre Kœnig, le général commandant en chef de la ZFO en Allemagne, et Raymond Schmittlein, responsable de la  Direction Générale des Affaires culturelles (DGAC). En février 1952, Maurice Schumann, secrétaire d’État au Quai d’Orsay, demande à André François-Poncet, alors ambassadeur de France en Allemagne, de tout faire pour soutenir le BILD. C’est ainsi qu’entre 1950 et 1954, le BILD a reçu de la DGAC 360 000 marks de subventions. La GÜZ a également été soutenue financièrement, mais dans des proportions moindres (5 000 marks en 1950, le double en 1952), essentiellement pour souligner la présence allemande dans ce programme d’échanges.

## L’institutionnalisation

### 1950-1963 – Les précurseurs du traité de l’Élysée
Après la réforme monétaire et la fondation de la République Fédérale d’Allemagne (RFA) et de la République Démocratique Allemande (RDA) en 1949, BILD-GÜZ connaît des années difficiles, notamment sur le plan financier, mais aussi politique, d’autant plus que son président Jean de Rivau ne respecte guère l’interdiction de développer des contacts avec les Allemands dans les autres ex-zones d’occupation de l’Allemagne. Les efforts du BILD portent alors, entre autres, sur les citoyens allemands expulsés de Pologne ou de Bohême et rassemblés dans des camps de l’Allemagne du Nord, vers lesquels des groupes de jeunes Français, Belges et Néerlandais sont envoyés en 1950 pour vivre au contact des réfugiés et s’occuper tout spécialement des enfants. En 1951, le camp de la Loreley réunit plus de 35 000 jeunes de 14 nations (dont 60 % d’Allemands et 20 % de Français) pendant six semaines.
Ce camp, ouvert sur un terrain militaire dans la ZFO, a été remis en décembre 1951 au Mouvement allemand de la Jeunesse (Deutscher Bundesjugendring) pour permettre l’organisation de rencontres européennes de jeunes, ce qui ne se fit qu’à un échelon purement franco-allemand et non lus européen. Néanmoins, par l’intermédiaire du BILD, pas moins de 450 enfants allemands ont pu par ailleurs passer un mois de vacances dans des familles françaises sur l’ensemble de l’année, ils étaient 900 l’année suivante et 1 400 en 1953 pour des séjours de deux mois.
Dans le domaine éditorial, le BILD et la revue Documents accumulent ainsi une très riche documentation sur l’évolution de l’Allemagne et des relations franco-allemandes, nourrissant notamment les travaux des étudiants et des enseignants à la recherche d’informations fiables.
En 1955, l’association quitte Offenburg et s’installe à Cologne, et ouvre un bureau permanent à Paris. Plusieurs expositions itinérantes sont alors organisées dans toute la France en 1959, 1961 et 1963 pour présenter l’Allemagne et « L’Europe en marche vers son unité ». Le 22 janvier 1963, Konrad Adenauer, devenu premier chancelier de la RFA en 1949, signe avec le général de Gaulle le traité de l'Élysée sur la coopération franco-allemande.

### 1963-1970 – L’Institutionnalisation des échanges de jeunes
La création de l’Office franco-allemand pour la jeunesse (OFAJ) le 5 juillet 1963 par le traité de l’Élysée institutionnalise la coopération franco-allemande comme pièce maîtresse de la Communauté européenne en construction. Dès 1964, 70 associations allemandes et françaises de jeunesse et d’échanges internationaux, réunies à l’initiative du BILD, formulent des propositions d’échanges à l’OFAJ. La création de l’Office marque donc un tournant dans l’histoire de BILD-GÜZ.  Le BILD poursuit son action, notamment en 1965 avec les premiers échanges de jeunes apprentis allemands et français dans des entreprises artisanales de l’autre pays. Lors du 50e anniversaire de la fondation du BILD, célébré en 1995 à Offenburg, plusieurs orateurs rappellent l’action, « novatrice à l’époque », des fondateurs au lendemain de la guerre : 

« Ce travail de pionnier, lancé par le BILD, ne devait pas rester lettre morte. C’est lui qui a tout naturellement inspiré les plus hautes instances politiques de ces deux pays quand il a été question dans les années 50 de jeter les bases d’une coopération approfondie dans un traité et de créer l’OFAJ. »

Le BILD et la GÜZ, ainsi que Documents et Dokumente, ont bénéficié très tôt de subventions de la part des gouvernements français et ouest-allemand. D’abord pris en charge par le Bundespresseamt(BPA ou Office de presse du gouvernement de Bonn), ce financement le fut ensuite par la direction culturelle du ministère allemand des Affaires étrangères (Auswärtiges Amt). À la suite de sa réduction drastique, le BILD menaça en 1961 de faire faillite et c’est l’Office de presse qui lui vint en aide, avec la promesse de verser 80 000 deutsche marks. En échange, six fois par an, l’Office fédéral de presse finança dès lors le traitement dans Documents d’une question politique d’actualité. En 1965, deux ans après la signature du traité de l’Élysée, Jean du Rivau s'interrogea néanmoins publiquement sur l’utilité de la revue, alors que de nombreux jumelages et initiatives bilatérales marquent l’apogée de la réconciliation historique.

### 1970-1982 – Au service de la convergence franco-allemande
Le décès de Jean du Rivau en 1970 constitue une césure. Le nouveau président, François Bourel, qui était, depuis 1966, membre du Conseil d'administration de l'OFAJ et président du Comité de coordination des Associations d'Échanges internationaux, constate en septembre 1970, lors de journées d'études à Chantilly avec les responsables de la GÜZ, que, 25 ans après sa création, l’association souffre de l’émergence d’une multitude d’organisations franco-allemandes et a perdu sa vocation centrale d’institution d’échanges. Les responsables décident alors de revoir les activités de l’association tout en maintenant l’objectif d’une meilleure compréhension entre Français et Allemands. Les deux associations partenaires entendent apporter leur contribution aux efforts menés pour surmonter les problèmes franco-allemands et se définissent comme un « groupe de pression pour la convergence franco-allemande » agissant aussi sur les centres politiques de décision que sur de larges couches de la population Cela se traduit par exemple par l’organisation d’un atelier de travail franco-germano-britannique de réalisateurs d’émissions de radio et de télévision pour les jeunes en 1978 ou encore par un colloque franco-allemand d’historiens en 1980 sur la présentation dans les grands médias des deux pays des principaux événements historiques du pays voisin. 

## Enjeux contemporains

### 1982-2010 – Nouveau départ
Deux témoins de la première heure accèdent à la tête du BILD et de la GÜZ. Joseph Rovan, secrétaire général de l’association Peuple et Culturependant 23 ans, professeur de civilisation allemande à l'université de Paris, devient en 1982 président du BILD, dont il était déjà le vice-président depuis 1974. À son arrivée au BILD, Joseph Rovan qualifie l'apparition de nombreuses associations franco-allemandes, soulignée par son prédécesseur François Bourel, de « riche et complexe floraison d’initiatives privées qui prit le relais des services français après la réduction de leurs activités. »
En Allemagne, Franz Schoser, directeur général de la fédération des Chambres de l'Industrie et du Commerce allemandes (Deutscher Industrie- und Handelstagou DIHT) met également à profit ses expériences professionnelles du dialogue franco-allemand, quand il devient président de la GÜZ en 1982 : 
La compréhension franco-allemande n’est pas une chose sur laquelle on peut se reposer une fois que tout est acquis. C’est un devoir permanent. Nous devons apprendre mieux que jamais à vouloir comprendre l’autre. Nous devons en fin de comte apprendre à ressentir les soucis de l’autre comme nos propres soucis.
Une telle approche, voulue dès 1945 par Jean du Rivau, confirme la vocation du BILD, traduite par un D comme Documentation. D’essence franco-allemande, la revue Documentsa progressivement ouvert ses perspectives et affirmé sa volonté de construire, politiquement et socialement, une Europe unifiée, redevenant maîtresse de son destin ; elle a, en effet, rapidement pris conscience que la dimension franco-allemande ne se suffisait plus à elle-même, en organisant notamment des colloques et rencontres à vocation européenne.
Les programmes à destination de la jeunesse constituent la majeure partie de l’activité de l’association. En apprenant à se connaître et à s’accepter mutuellement, les jeunes sont amenés à vivre une expérience en commun, à se sentir solidaires au sein des groupes et à prendre conscience de ce qui unit ou distingue les jeunes, et ainsi faciliter la disparition des préjugés. Au cours de ces différents stages, les jeunes apprennent à prendre une attitude responsable au sein d’un groupe, à développer une capacité de décision, à faire preuve d’esprit critique et à reconnaître les intérêts des uns et des autres pour mieux assumer le cas échéant les conflits qui peuvent résulter de ces échanges. 

### 2010-2020 – Le souci d'informer
Français et Allemands se parlent, comme le souhaitait le fondateur de BILD-GÜZ dès 1945. Toutefois, confrontées à des problèmes de financement, à la suite du désengagement du ministère français des Affaires étrangères, la version française de Documents cesse de paraître en 2009. Les responsables de BILD-GÜZ décident alors de fusionner les deux revues Documents et Dokumente en une seule et même publication bilingue qui devient Dokumente/Documents, revue du dialogue franco-allemand. Le ministère allemand des Affaires étrangères qui accepte la formule devient le seul organe à verser une dotation.
La publication se présente comme une revue plus généraliste qu’académique du dialogue franco-allemand, et ce pour traduire la volonté du BILD et de la GÜZ de ne plus se contenter d’une documentation pour seuls spécialistes, mais bien de participer avec et pour la société civile à une réflexion sur la relation franco-allemande à l’heure d’une Europe sans frontières (ou presque). Chercheurs, experts, journalistes et acteurs du franco-allemand ont ainsi à leur disposition une plate-forme pour informer tous ceux qui s’intéressent à la France, à l’Allemagne et aux relations bilatérales, à l’histoire, à l’économie, à la culture, plus généralement à la société – dans l’esprit du fondateur charismatique des deux revues qui entendait informer « sur les faits et gestes de l’un et l’autre. »
En 2018, la version imprimée est supprimée et remplacée par un site d’information en ligne. Les dossiers des revues publiés de 1945 à 2018 restent disponibles en ligne (dokdoc.eu – deutsch-französischer Dialog/Dialogue franco-allemand)et téléchargeables gratuitement.

## Distinctions
L'association a reçu le Prix Europe en 1956, le Prix France-Allemagne en 1977 et le Prix Adenauer-de Gaulle en 1989. La revue commune bilingue Dokumente / Documentss’est vue attribuer en 2014 le Prix Franco-Allemand du 22 janvier, décerné tous les ans par le Cercle Franco-allemand Aube-Champagne (CEFAC)[réf. nécessaire].